# 孫德禎
孫德禎主教（英語：Bishop Melchoir Sun De-zhen，1869年11月19日—1951年8月31日），圣名默尔觉，第一批6名中国籍主教之一。北京人。1897年1月24日晋升神父。1899年加入遣使会。后在北平小修院教授拉丁文12年，又在北京附近的牛房村任本堂神父12年。1924年4月15日，教廷从保定教区中分出蠡县监牧区，任命孙德禎为宗座监牧。1926年6月24日，领衔爱思朋（Esbus）教区主教。1929年，蠡县监牧区升遷並改名爲安國代牧區，孙德禎爲宗座代牧。同年10月28日耶稣君王节，在梵蒂冈由教宗庇护十一世亲自祝圣。他邀请雷鸣远神父到安国教区，创办耀汉小兄弟会和德來小姊妹會。1936年辞职，退休后隐居北平附近清河耀汉小兄弟会会院，直到去世。
1. ↑  趙慶源：《中國天主教教區劃分及其首長接替年表》（聞道出版社，1980），頁88；劉志慶：《中國天主教教區沿革史》（中國社會科學出版社，2017），頁95